# Borislava Perić
Borislava Perić-Ranković, cyr. Борислава Перић-Ранковић (ur. 16 czerwca 1972 w Bečeju) – serbska tenisistka stołowa, wielokrotna medalistka letnich igrzysk paraolimpijskich, mistrzostw świata i Europy.

## Życiorys
Uczęszczała do szkoły podstawowej i szkoły średniej o profilu handlowym. W 1992 podjęła studia na jednej z uczelni, a następnie pracę w zakładzie stolarskim. W 1994 doznała wypadku przy pracy, na skutek którego stała się osobą niepełnosprawną ruchowo (z uwagi na uraz rdzenia kręgowego) i poruszającą się na wózku inwalidzkim. Po kilku latach zaczęła uprawiać sport, początkowo trenowała koszykówkę na wózkach, następnie zajęła się tenisem stołowym. Dołączyła do klubu sportowego STK „Spin” z Nowego Sadu. Jej trenerem został Zlatko Kesler.
Pięciokrotnie wywalczyła medale na letnich igrzyskach paraolimpijskich, w tym złoty medal w 2016 w grze pojedynczej (C4). Wielokrotnie zdobywała medale mistrzostwa świata (m.in. zajęła pierwsze miejsce w swojej kategorii w singlu w 2018) i Europy (w tym sześć złotych medali w grze pojedynczej). W 2015 Międzynarodowa Federacja Tenisa Stołowego przyznała jej nagrodę ITTF Star Award dla najlepszej niepełnosprawnej tenisistki stołowej roku.
Przed wyborami parlamentarnymi w 2022 otrzymała jedno z czołowych miejsc na liście koalicji skupionej wokół prezydenta Aleksandara Vučicia i jego Serbskiej Partii Postępowej; w wyniku głosowania uzyskała mandat posłanki do Zgromadzenia Narodowego Republiki Serbii.

## Osiągnięcia sportowe
Letnie igrzyska paraolimpijskie
- złoty medal w grze pojedynczej: Rio de Janeiro 2016 (C4)
- srebrny medal w grze pojedynczej: Pekin 2008, Londyn 2012 (C4)
- srebrny medal w grze drużynowej: Rio de Janeiro 2016 (C4–5)
- brązowy medal w grze drużynowej: Tokio 2020 (C4–5)

Mistrzostwa świata
- złoty medal w grze pojedynczej: 2018 (C4)
- złoty medal w grze drużynowej: 2014 (C4), 2017 (C4–5)
- srebrny medal w grze drużynowej: 2010 (C4)
- brązowy medal w grze pojedynczej: 2010, 2014 (C4)

Mistrzostwa Europy
- złoty medal w grze pojedynczej: 2007, 2009 (C4), 2013, 2015, 2017, 2019 (C4–5)
- złoty medal w grze drużynowej: 2011, 2017, 2019 (C4–5)
- srebrny medal w grze pojedynczej: 2011 (C4–5)
- srebrny medal w grze drużynowej: 2007 (C4), 2015 (C4–5)
- brązowy medal w grze drużynowej: 2009 (C4–5)